# Miracle de la rivière Han

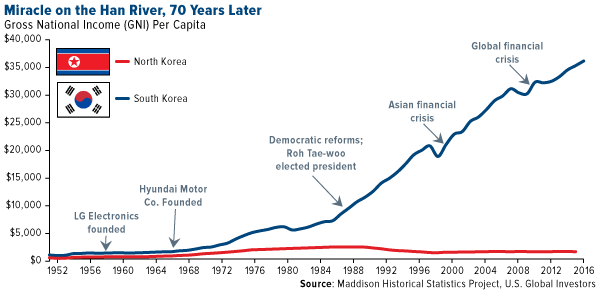
Revenu national brut depuis les années 1950.

Le miracle de la rivière Han fait référence à la période de croissance économique rapide en Corée du Sud, après la guerre de Corée (1950-1953), au cours de laquelle le pays est passé du statut de pays en développement à celui de pays développé. La reconstruction et le développement rapides de l’économie sud-coréenne au cours de la seconde moitié du XXe siècle sont accompagnés d’événements tels que l’organisation par le pays des Jeux olympiques d’été de 1988 et la coorganisation de la Coupe du monde de football 2002, de même que l'ascension de conglomérats familiaux mondialement connus (chaebols), notamment Samsung, LG et Hyundai,,.
L'expression miracle on the Han River est inventée après que l'expression miracle on the Rhine ait été utilisée pour désigner la renaissance économique de l'Allemagne de l'Ouest après la Seconde Guerre mondiale. Cette analogie est amenée par Chang Myon, Premier ministre de la Deuxième République de Corée du Sud, dans son discours du nouvel an de 1961 dans lequel il encourageait les sud-coréens à supporter les difficultés dans l'espoir de parvenir à une reprise économique similaire.
Initiée par le régime de Park Chung-hee dans les années 1960 au cours des Troisième et Quatrième Républiques, cette croissance se fonde sur deux piliers : le renforcement de grandes entreprises ainsi que la volonté d'exporter, la culture coréenne — valorisant le travail acharné et la discipline — apportant énormément à cette politique. Depuis, la Corée du Sud est considérée comme un modèle économique pour d'autres pays en développement, et a adhéré au G20 en novembre 2010. La fin des années 1990 freine néanmoins cet élan avec les conséquences de la crise économique asiatique, le pays étant par ailleurs confronté à divers problèmes comme la stagnation des salaires, l'endettement des classes moyennes ou le manque de développement du secteur des services,.